# NORAZO
NORAZO（ノラジョ、朝鮮語: 노라조）は、韓国出身のダンス＆ヘヴィメタルロックの男性デュオ。

## 概要
チョビンがボーカルとダンス、トークの大半を受け持ち、イヒョクはボーカルとギターを担当する二人組として活動を開始。
彼らの特色は、曲のコンセプトに極短なまでに合わせた髪型や服装、チョビンの独特のダンス、そしてイヒョクのハイトーンメタルボイスによる迫力ある歌唱である。
NORAZOの名前の由来は「遊ぼう」という韓国語で、「ラッパを吹くために努力する鳥」という意味の「努喇鳥」の意味も重ねてある。また「歌はライブがいい」を意味もあるという。
コミックバンドとしての活動が広く知られているが、メタルからバラードまで歌いこなす歌唱力も、今では評価されている。
2014年からは、Evolution No.7という名称で、7人編成バンドとしての活動も開始した。
2017年にイヒョクが離脱。その後、2018年に新メンバーのウォンフムが加入。

## メンバー

### NORAZO
チョビン（조빈）
- 本名：조현준
- 誕生日 ：1977年10月25日
- 身長、体重：181cm、70kg？
- 担当：ボーカル、リーダー、パフォーマンス
- 血液型：O型
- キャリア：3人組グループTGS（Total Gift Set）

ウォンフム (원흠)
- 本名：조원흠
- 誕生日 ：1980年1月13日
- 身長、体重：178cm、64kg
- 担当：ボーカル、ギター
- 血液型：AB型
- キャリア：JAM（果宝醤 中国で結成された、メンバーに蒼井そらがいた音楽ユニット）

### 元メンバー
イヒョク（이혁）
- 本名：이재용
- 誕生日：1979年8月26日※陰暦
- 身長、体重：185cm、72kg？
- 担当：ボーカル、ギター
- 血液型 : A型
- キャリア：Julyボーカル、Openheadボーカル、TV朝鮮「明日は国民歌手」に出演。

### Evolution No.7
チョビン（조빈）
- 担当：ボーカル、ダンス、社長

イヒョク（이혁）
- 担当：ボーカル

ソン・ジュノ(송준호)
- 担当：ギター
- 血液型：AB型
- キャリア：弘大(ホンデ)5大ギタリストと呼ばれていた。
- 韓国でのトリビュートステージ時の協力以後、乞われて2013年より参加。

パク・ヨンミン（박영민）
- 担当：ベース
- 血液型 : AB型
- キャリア：キム・サラン氏のバックバンドメンバー。
- ヘッドハンティングにより2014年より参加。

ユ・スンボム（유승범）
- 誕生日 ：1982年5月14日
- 担当：ギター
- 血液型：不明
- キャリア：韓国バンドWalrusメンバー[2]、韓国グループINFINITEのライブ公演でのバックバンドメンバー。[3]
- 2005年のNORAZO 1stアルバムから演奏、作曲(「GAIA」「祝日」「サランガ」「ROCKSTAR」「星を取る」等)で協力。

キム・フンシク（김훈식）
- 担当：ドラム
- 血液型：A型
- キャリア:バンドGuckkastenにパーカッションとしてサポートメンバー参加。
- 公演直前、急遽出演出来なくなったドラマーのピンチヒッターとして参加。すぐに楽曲を覚えた実力を買われ加入。

ホ・インニョン(허인녕)
- 担当：ギター
- 血液型 : O型
- キャリア：バンドKASIのメンバー。インドネシア出身。弘大インディーズギタリストの新星。
- 食事を供給する事を条件に2013年より参加。GAIA演奏の代価はトンカツだったと2014年7月公演で告白。

## キャリア
2005年8月2日、最初の正規アルバム「初出演」でデビューし、以後2006年デジタルシングル「大韓民国」に続き、2007年の正規2集「未成年者ブルガマ」で活動してユニークなスタイルとファッションコンセプトで注目され始めた。1集収録の「HAPPY SONG」は、日本のDJ OZMAの1stアルバム「I ・PARTY PEOPLE」でカバーもされた。
しかし、アルバム収録曲の一部が放送非適格判定を受けるなど、普及面では物足りなさを残したが、2008年正規3集「Three Go」のタイトル曲「スーパーマン」の大ヒットで広く知られるようになった。2010年正規4集収録の「カレー」も続けてヒットさせ、歌謡界における地位を固めた。
また「不朽の名曲」などの韓国の音楽番組にも多く出演し、演歌やバラード、ヘヴィメタルまで、かれら独特の解釈と高い歌唱力を知らしめた。
2012年には映画「LEON」のコンセプトでMVを展開した「女の人」。2013年の馬に扮した「野生馬」では、東方神起やSuper Juniorらが相次いで彼らの公演に曲や着ぐるみを取り入れたりするなど、常に話題には事欠かない。
2014年からは5人のバンドメンバーとともにNORAZO EvolutionNo.7としての活動もスタート。メンバーは第一集から作品提供・演奏してきたユ・スンボムら、ギター3人という特異な5人編成である。
元々、インディーズロックの有望歌手だったが、バンドが解散したイヒョクを、元コメディアン志望のチョビンが誘い、NORAZOが結成された。こうしてチョビン色の濃い商業歌手として活動を続けていたが、NORAZO PRODUCTIONを設立し独立したのを契機に、イヒョクのかねてからのバンドの夢を実現させる事となった。バンドのEvolution No.7という名前は三菱・ランサーエボリューションVIIからとられた。
初ライブは2014年7月24日(渋谷O-EAST)。ここでは、実現困難といわれた正規5集収録の10分以上にも及ぶ大作「GAIA」が初演された。
同年9月23日にはEvolution No.7として初のアルバム「First Evo.7」（萬病通治歌）もリリース、NORAZOとしての活動と並行して、バンド活動も続けている。

## 受賞歴
- 2009年第17回大韓民国文化演芸大賞歌謡部門10大歌手賞
- 2010年ソウルサクセスアワード歌手部門

## 作品

### NORAZO
- 2005.08.02 正規1集「初出演（첫출연）」
- 2006.04.25 シングル「大韓民国（대한민국）」
- 2007.03.20 正規2集「未成年者ブルガマ（미성년자불가마）」
- 2008.11.20 正規3集「Three Go」
- 2009.03.31 デジタルシングル「Arche」
- 2009.07.08 シングル「鯖（고등어）」
- 2009.12.01 シングル「野心作（야심작）」
- 2010.03.10 シングル「2010 ノラジョ南アフリカW杯ソング（노라조 남아공 월드컵송）」
- 2010.04.20 正規4集「換骨奪胎（환골탈태）」
- 2010.09.17 「私にも愛が（꿀단지 – 내게도 사랑이）」
- 2010.10;06 デジタルシングル「盗作的（표절작）」
- 2010.12.16 デジタルシングル「ワンちゃん（멍멍이）」
- 2011.05.06 デジタルシングル「屋台（포장마차）」
- 2011.08.19 デジタルシングル「She’s gone」[6]
- 2011.09.22 デジタルシングル「祝日（빨간날）」
- 2011.11.04 正規5集「全国制覇（전국제패）」
- 2012.05.04 デジタルシングル「女の人（여자사람）」
- 2013.09.07 正規「不朽の名曲-伝説を歌う　90年代オッパ特集編（불후의 명곡 - 전설을 노래하다 (90년대 오빠특집 편) ）」
- 2013.11.13 デジタルシングル「野生馬（야생마 ）」
- 2014.05.12 デジタルシングル「無能上司（치이고 박히고 무능상사 ）」[7]
- 2014.09.23 デジタルシングル「MARIOとNORAZO（마리오랑 노라조 ）」
- 2018.08.21 デジタルシングル「サイダー（사이다）」
- 2019.07.17 デジタルシングル「シャワー（샤워）」

### Evolution No.7
- 2014.06.17 シングル「First Evo.7 萬病通治歌 (만병통치가)」

## 公演
- 2010.05.28-30「もっとノラジョショー(더 노라조 쇼)」ソウル V-HALL(弘大)
- 2013.07.06　「ブラックホールトリビュート(블랙홀 트리뷰트)」ソウル V-HALL(弘大)
- 2013.11.03　「KT&G 상상마당 NORAZO SHOWCASE&MINI CONCERT」(18:00-)ソウル KT&G 상상마당 라이브홀(弘大)
- 2014.01.18　「NORAZOと野生馬」（2回公演　14:30-、19:00-）大阪 SUN HALL(心斎橋)
- 2014.07.24　「NON STOP! NORAZO!」（2回公演　14:00-、19:00-）東京 TSUTAYA O-EAST(渋谷)
- 2014.09.12　「NORAZO EVOLUTION NO.7 CONCERT IN SEOUL」（20:00-　）ソウル V-HALL(弘大)
- 2014.09.15　「NON STOP! NORAZO!　Vol.2」（2部構成  ファンミーティング・14:00-、LIVE・公演19:00-）東京 TSUTAYA O-EAST(渋谷)
- 2016.07.07-08   「THE NORAZO 【더 놀아줘 : もっと遊ぼう】」　(2回公演　15:30-、19:30-)  amHALL(大阪)
- 2016.07.10-11  「THE NORAZO 【더 놀아줘：もっと遊ぼう】」 (2回公演　10日13:00-、18:00-、11日14:00-、19:00-)  K-Stage O!(新大久保)

## DISCOGRAPHY

### NORAZO

#### アルバム（韓国）
| No.      | タイトル                                        | 収録曲 |
| 2005年   |                                                 | |
| 正規1集  | 初出演 첫 출연 (2005年8月2日)                   | 1. 俺を選んで（날찍어） 2. HAPPY SONG（해피송） 3. 善良なヨンギル（착한용길이） 4. 復讐無情（복수무정）ハード·トゥ·キル 5. Sale 6. 引退宣言（은퇴선언） 7. こっそりこっそり（몰래몰래） 8. 愛歌（사랑가）サランガ 9. 俺を選んで（날찍어）Remix 10. HAPPY SONG（해피송）Remix |
| 2007年   |                                                 | |
| 正規２集 | 未成年者ブルガマ 미성년자불가마 (2007年3月20日) | 1. お姉さま（누님） 2. 瞬間移動（순간 이동） 3. 死生決断（사생결단） 4. 銭（동그라미） 5. Good bye Romance（굿바이 로맨스） 6. 熱血男児（열혈남아） 7. アリゾナから来たボンジャ（애리조나에서 온 봉자） 8. 男の純情（사나이 순정） 9. オッパなら優しくしてあげる（오빠 잘 할 수 있어） 10. 027864315 11. スーパーヒーロー カン・チョルグン（슈퍼 히어로 강철근） 12. 星を取る(별을 따다 -사랑가part2)サランガPart2 |
| 2008年   |                                                 | |
| 正規3集  | Three GO (2008年11月20日)                       | 1. Superman（슈퍼맨） 2. 町内一周（동네 한바퀴） 3. 芝居（연극） 4. ネ・ド・ソ（내.도.소～내 도망간 여자 친구를 소개합니다) 5. かわいい（귀여워） 6. 希望の歌（희망가） 7. ９回裏２アウト（9회말 2아웃） 8. 愛の行進曲（사랑의 행진곡） 9. ハチミツ一桶、砂糖一さじ（꿀 한통 설탕 한 스푼～사랑가3)サランガPart3 10. Superman（슈퍼맨）Remix 11. 町内一周（동네 한 바퀴）Remix                                     |
| 2010年   |                                                 | |
| 正規4集  | 換骨奪胎 환골탈태 (2010年4月20日)               | 1. Rock Star 2. 救ってくれ（구해줘） 3. カレー（카레） 4. 黄鳥歌（황조가） 5. 気を抜こう（정신줄을 놓자） 6. ハババオンバ（하바바 움파） 7. エイリアン（외계인） 8. Book 9. Love Fighter（러브파이터～사랑가4）サランガPart4 10. 兄（형） 11. 鯖（고등어） 12. ごめん...愛している（미안해요 사랑해요） 13. 便秘（변비） 14. 掴むんだ 掴め (월드컵 송)                                                             |
| 2011年   |                                                 | |
| 正規5集  | 全国制覇 전국제패 (2011年11月4日)               | 1. Desperado 2. 販売王（판매왕） 3. 親孝行（효도） 4. 時の果てに（시간의 끝에서） 5. キムチ（김치） 6. Andromeda 7. 祝日（빨간날） 8. Mother of mine 9. ワンワン（멍멍이） 10. 屋台(포장마차) 11. 錐（송곳） 12. Gaia |

#### シングル（韓国）
(現在編集中)

### Evolution No.7

#### シングル（韓国）
| No.      | タイトル                    | 収録曲                                                                                       |
| 2014年   |                             |                                                                                              |
| シングル | First Evo.7 (2014年9月23日) | 1. プロダクション社歌（프로덕션 사가 ） 2. 萬病通治歌 (만병통치가) 3. 男訓練所（남자훈련소） |

## 参考
- Melon Artist Channel NORAZO  http://www.melon.com/artist/timeline.htm?artistId=172193
- Melon Artist Channel NORAZO Evolution No.7 http://www.melon.com/artist/timeline.htm?artistId=785891
- 日本雑誌「F to　F(エフトゥエフ)」2014年10月号　NORAZO(EvorutionNo7)インタビュー